# Semnopithecus vetulus
El langur de cara púrpura (Semnopithecus vetulus) es una especie de primate catarrino de la familia Cercopithecidae endémico en Sri Lanka.
Desde 2012 el nombre científico Trachypithecus vetulus es sinónimo de Semnopithecus vetulus.

## Distribución
Se reconocen cuatro subespecies del langur de cara púrpura que se distribuyen en el territorio de Sri Lanka de la siguiente manera:
- Semnopithecus vetulus vetulus: se le encuentra en la selva del sudeste de la isla, desde el sur del Kalu Ganga hasta el Puente de Adam.
- Semnopithecus vetulus nestor: esta subespecie se halla desde el Kalu Ganga, hasta las selvas del norte de la isla.
- Semnopithecus vetulus philbricki: se distribuye por el norte y oriente de Sri Lanka en la zona seca hasta los 1500 m s. n. m. en el oriente de Matale y las colinas Madukelle.
- Semnopithecus vetulus monticola: habita las zonas montañosas de la isla en alturas de entre 1200 y 2000 metros.

## Características
Como los otros integrantes del género, poseen un estómago saculado y glándulas salivales grandes diseñados para digerir la celulosa de las plantas que componen su dieta. Su fórmula dental es {\displaystyle {\tfrac {2.1.2.3}{2.1.2.3}}}. En general, el pelaje es negro-marrón en el cuerpo y extremidades; los bigotes se orientan hacia atrás y su color varía entre blanco y marrón pálido. Su cuerpo mide entre 44,7 y 67,3 cm y la cola entre 58,9 y 85,1 cm, con un peso corporal promedio en los adultos de 8,5 kg en los machos y 7,8 kg en las hembras. El color de los recién nacidos es gris pálido con un tinte marrón en el pecho y miembros. El penacho coronal también es gris pálido con un tinte marrón, con la región occipital más pálida. La piel carente de pelo es de color rosado.